# Museo Camón Aznar
Museo Goya - Colección Ibercaja - Museo Camón Aznar – mieszczące się w Saragossie muzeum sztuki noszące imię Aragończyka José Camóna Aznara, profesora, krytyka i kolekcjonera sztuki. Zbiory muzeum w dużej części składają się ze spuścizny Camóna Aznara, którą przekazał Aragonii. Muzeum zarządza fundacja La Obra Social de Ibercaja.
Muzeum zostało otwarte w 1979 roku przez wdowę po Camonie Aznarze, Maríę Luisę Álvarez Pinillos. Mieści się w renesansowym pałacu w starym mieście Saragossy. Zbiory obejmują 956 dzieł sztuki, pośród których wyróżnia się kolekcja 14 płócien aragońskiego malarza Francisca Goi oraz 4 serie jego rycin.
Po reinauguracji 26 lutego 2015 muzeum zmieniło nazwę na Museo Goya - Colección Ibercaja - Museo Camón Aznar.